# Martingala

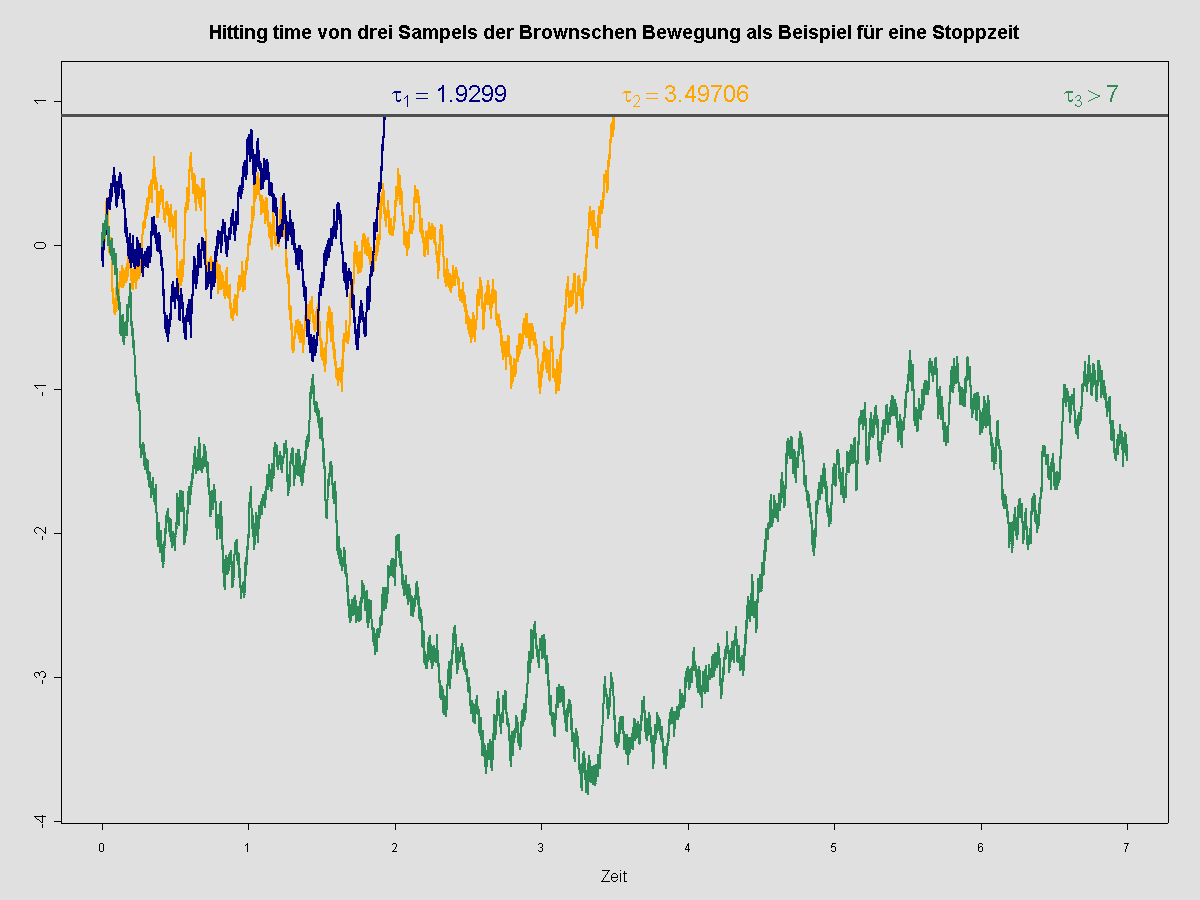
Una martingala puede modelar apuestas sobre un lanzamiento de moneda (con posibilidad de bancarrota).

En teoría de probabilidad, un proceso estocástico de tipo martingala (galicismo de martingale) es una secuencia de variables aleatorias en la que, en un tiempo dado, la esperanza condicional del siguiente valor de la secuencia, dado todos los valores anteriores, es igual al valor presente.

## Historia
Este tipo de procesos estocásticos reciben su nombre de la estrategia de la martingala, un método de apuestas que tuvo cierta fama en el siglo XVIII. El siglo XIX también se considera el nacimiento de la ruleta francesa, donde a menudo se usaba la estrategia de martingala. La estrategia de la martingala consiste en volver a apostar por el total perdido al momento de incurrir en una pérdida en un juego de azar. En la nueva apuesta, el jugador tiene la posibilidad de recobrar todas sus pérdidas, por lo que podría parecer que a largo plazo la esperanza de ganancia con esta estrategia se mantienen constantes y a favor del jugador. De hecho, estadísticamente es así: el capital medio del jugador (esto es, el dinero que el jugador tiene a su disposición para jugar) se mantiene constante. El problema reside en que, al incurrir en sucesivas pérdidas, el jugador que siga la estrategia de la martingala se ve obligado a apostar de nuevo cantidades cada vez mayores (las pérdidas acumuladas), que tienden a crecer exponencialmente. Al cabo de unos pocos ciclos de apuestas, el jugador, cuyos recursos son habitualmente muy inferiores a los de la banca, se ve arruinado al ser incapaz de apostar de nuevo por el total de sus pérdidas. Evitar jugadores que intenten seguir la estrategia de la martingala es de todos modos una de las razones por las que los casinos actuales establecen límites máximos de apuesta. 
La estrategia de la martingala se popularizó en el siglo XVIII con fama de ser una estrategia ingenua y propia de mentes simples, puesto que aunque en apariencia es infalible, está, sin embargo, abocada a arruinar al jugador. Recibe el nombre de los habitantes de la localidad francesa de Martigues (martingales en francés), situada en las cercanías de Marsella, que por aquel entonces tenían fama de ser ingenuos y simplones. 
El concepto de la martingala en la teoría de probabilidades fue introducido por Paul Pierre Lévy, en 1934; el término martingala fue introducido en 1939 por Jean Ville. Una gran parte del desarrollo original de la teoría lo realizó Joseph Leo Doob; también realizó importantes contribuciones sobre aplicaciones analíticas el matemático japonés Kiyoshi Itō. Parte de la motivación para ese esfuerzo era demostrar la inexistencia de estrategias de juego infalibles.
El concepto fue inmediatamente aplicado al análisis de procesos bursátiles. Uno de los resultados más importantes de la matemática financiera es, precisamente, que un mercado perfecto sin posibilidades de arbitraje es una martingala.
Desde la década de 1970, la teoría de la martingala ha encontrado amplias aplicaciones en muchas áreas de las matemáticas puras y aplicadas. En particular, en teoría de la probabilidad, en física matemática y en matemática financiera.

## Definición

### Definición discreta
Sea {\displaystyle (X_{n})_{n\geq 0}} una sucesión de variable aleatorias. Se dice que {\displaystyle M=(M_{n})_{n\geq 0}} es una martingala con respecto a {\displaystyle (X_{n})_{n\geq 0}} siempre que se satisfagan los puntos siguientes:
- {\displaystyle \mathbb {E} (|M_{n}|)<\infty }
- {\displaystyle \mathbb {E} (M_{n+1}|X_{0},...,X_{n})=M_{n}}

Una propiedad interesante de las martingalas es que su esperanza se mantiene constante a lo largo de todos los valores de {\displaystyle n}. Se adjunta una sencilla prueba a continuación:
{\displaystyle \mathbb {E} (M_{n+1}|X_{0},...,X_{n})=M_{n}\Rightarrow \mathbb {E} (\mathbb {E} (M_{n+1}|X_{0},...,X_{n}))=\mathbb {E} (M_{n})}
Aplicando la ley de la probabilidad total a la esperanza (también conocida como propiedad de la torre, {\displaystyle \mathbb {E} (X)=\mathbb {E} (\mathbb {E} (X|Y))}), se tiene que:
{\displaystyle \mathbb {E} (\mathbb {E} (M_{n+1}|X_{0},...,X_{n}))=\mathbb {E} (M_{n+1})\Rightarrow \mathbb {E} (M_{n+1})=\mathbb {E} (M_{n})}
Como es válido para todo {\displaystyle n} se tiene que las martingalas poseen esperanza constante.
Otras definiciones importantes (muy relacionadas con el concepto de martingala) son la sub y supermatingala. A continuación establecemos una definición para cada una de ellas. 
Sea {\displaystyle (X_{n})_{n\geq 0}} una secuencia de variable aleatorias. Se dice que {\displaystyle M=(M_{n})_{n\geq 0}} es una supermartingala con respecto a {\displaystyle (X_{n})_{n\geq 0}} siempre que se satisfagan los puntos siguientes:
- {\displaystyle \mathbb {E} (|M_{n}|)<\infty }
- {\displaystyle \mathbb {E} (M_{n+1}|X_{0},...,X_{n})\leq M_{n}}
- {\displaystyle M_{n}=f(X_{0},...,X_{n})}, es decir, {\displaystyle M_{n}} es función de la sucesión hasta el valor {\displaystyle n}.

Sea {\displaystyle (X_{n})_{n\geq 0}} una secuencia de variable aleatorias. Se dice que {\displaystyle M=(M_{n})_{n\geq 0}} es una submartingala con respecto a {\displaystyle (X_{n})_{n\geq 0}} siempre que se satisfagan los puntos siguientes:
- {\displaystyle \mathbb {E} (|M_{n}|)<\infty }
- {\displaystyle \mathbb {E} (M_{n+1}|X_{0},...,X_{n})\geq M_{n}}
- {\displaystyle M_{n}=f(X_{0},...,X_{n})}, es decir, {\displaystyle M_{n}} es función de la sucesión hasta el valor {\displaystyle n}.

La diferencia fundamental entre las supermartingalas y las submartingalas estriba en la dirección de la desigualdad en el segundo punto de la definición.
Algunas observaciones interesantes pueden condensarse en los puntos siguientes:
- {\displaystyle (M_{n})_{n\geq 0}} es una supermartingala {\displaystyle \iff } {\displaystyle (-M_{n})_{n\geq 0}} es una submartingala.
- {\displaystyle (M_{n})_{n\geq 0}} es una martingala {\displaystyle \iff (M_{n})_{n\geq 0}} es una sub y supermartingala.

Notar que en las observaciones anteriores estamos abusando del lenguaje. El término adecuado que habría que utilizar es martingala respecto de la sucesión {\displaystyle (X_{n})_{n\geq 0}} .

### Definición general
Sea un espacio de probabilidad definido por {\displaystyle (\Omega ,{\mathcal {F}},P)}, donde {\displaystyle \Omega } es el espacio de muestra (esto es, el conjunto de todos los posibles resultados de un experimento aleatorio); {\displaystyle {\mathcal {F}}} es la σ-álgebra asociada a {\displaystyle \Omega }, y {\displaystyle P} es la medida de probabilidad.
Sea  {\displaystyle \mathbb {F} } una filtración de {\displaystyle \sigma }-algebras: {\displaystyle {\mathcal {F}}_{1}\subset {\mathcal {F}}_{2}\subset \ldots \subset {\mathcal {F}}_{T}\subseteq {\mathcal {F}}}. Sea {\displaystyle \{X(t)\}=X_{1},X_{2},\ldots ,X_{n}} una sucesión de variables aleatorias que forman un proceso estocástico.
Entonces, el proceso estocástico {\displaystyle \{X(t),t\geq 0\}} adaptado a la filtración {\displaystyle \mathbb {F} } recibe el nombre de martingala si
{\displaystyle \mathbb {E} \left(X(t)|{\mathcal {F}}_{s}\right)=X(s)}
donde {\displaystyle \mathbb {E} } es la esperanza matemática, y donde {\displaystyle {\mathcal {F}}_{s}} es cualquier sub-σ-álgebra  de la filtración {\displaystyle \mathbb {F} }. 
Esto es, un proceso estocástico es una martingala si su esperanza en tiempo 't', con {\displaystyle t>s} sujeta a la condición de que la información conocida sobre el proceso en un instante anterior  's' sea la dada por {\displaystyle {\mathcal {F}}_{s}}, sea precisamente el valor que la variable aleatoria que define el proceso tomó en dicho instante 's'. Dicho de otro modo, un proceso estocástico es una martingala cuando su esperanza en tiempo futuro es precisamente el valor que la variable tiene en tiempo presente. Esto significa que el proceso no tiene deriva estadística.
Cuando el mismo proceso estocástico cumple que 
{\displaystyle \mathbb {E} \left(X(t)|{\mathcal {F}}_{s}\right)\geq X(s)}
entonces se dice que el proceso es una submartingala.
Cuando el mismo proceso estocástico cumple que 
{\displaystyle \mathbb {E} \left(X(t)|{\mathcal {F}}_{s}\right)\leq X(s)}
entonces se dice que el proceso es una supermartingala.

## Ejemplos
- El ejemplo más emblemático de procesos estocásticos de tipo martingala es el movimiento browniano. Sea {\displaystyle W(t)} un proceso estocástico en movimiento browniano en el espacio de probabilidad {\displaystyle (\Omega ,{\mathcal {F}},P)}. El proceso es una martingala:

{\displaystyle \mathbb {E} \left[W(t)|{\mathcal {F}}_{s}\right]=\mathbb {E} \left[(W(t)-W(s))+W(s)|{\mathcal {F}}_{s}\right]}
La esperanza estadística cumple la propiedad de linealidad, por lo que
{\displaystyle \mathbb {E} \left[W(t)|{\mathcal {F}}_{s}\right]=\mathbb {E} \left[(W(t)-W(s))|{\mathcal {F}}_{s}\right]+\mathbb {E} \left[W(s)|{\mathcal {F}}_{s}\right]}
La esperanza estadística de {\displaystyle \mathbb {E} \left[W(s)|{\mathcal {F}}_{s}\right]=W(s)} puesto que en el tiempo 's' definido por {\displaystyle {\mathcal {F}}_{s}} todos los valores de la variable son conocidos. Así,
{\displaystyle \mathbb {E} \left[W(t)|{\mathcal {F}}_{s}\right]=\mathbb {E} \left[W(t)-W(s)\right]+W(s)}
Finalmente, un proceso estocástico se dice Browniano si la esperanza de cualquier incremento futuro es independiente de los valores presentes. Por tanto, si el incremento {\displaystyle W(t)-W(s)} es independiente de {\displaystyle {\mathcal {F}}_{s}},  
{\displaystyle \mathbb {E} \left[W(t)|{\mathcal {F}}_{s}\right]=W(s)}
Esto es, el movimiento browniano es una martingala. 
- En una comunidad ecológica (esto es, un grupo de especies que comparten un nivel trófico determinado, compitiendo por recursos parecidos en un área local), el número de individuos de una especie cualquiera es una función discreta en el tiempo, y puede entenderse como una sucesión de variables aleatorias. La secuencia es una martingala de acuerdo con la Teoría neutral unificada de la biodiversidad y la biogeografía.

- En la estrategia de la martingala, el capital de un jugador es uno de los factores limitantes, junto con la apuesta máxima establecida por la casa de apuestas. Si se tiene una mala racha, el valor de las apuestas aumenta rápidamente. Por ejemplo, después de perder cinco apuestas seguidas a una cuota de 2, la sexta apuesta será 32 veces la apuesta inicial. Además, la martingala no es un sistema para obtener beneficios a largo plazo. La única forma sería calcular probabilidades más exactas que las de las casas de apuestas.
- El capital de un jugador de apuestas es una martingala si todas las apuestas son justas. Por ejemplo, suponga que {\displaystyle X_{n}} representa la fortuna de un jugador tras tirar una moneda justa {\displaystyle n} veces, donde se gana $1 si sale cara y se pierde lo mismo cuando la moneda cae en cruz. El valor esperado de cada ronda es cero, por lo cual el valor esperado de una fortuna después de una ronda, dadas las previas rondas, es igual a su valor presente.